# Ваймаствере
Ва́ймаствере (ест. Vaimastvere küla) — село в Естонії, у волості Йиґева повіту Йиґевамаа.

## Географія
Село розташоване на відстані приблизно 11,5 км на північний захід від міста Йиґева та 14,5 км на захід від селища Лайузе.
Через Ваймаствере проходить автошлях 39 (Тарту — Йиґева — Аравете). Також від села починається дорога 145 (Ваймаствере — Лайузе).
Поруч з селом тече річка Кааве (ест. Kaave jõgi).
Поблизу Ваймаствере колись розташовувались вже неіснуючі села: на південь — Оонурме (Oonurme), а на південний захід — Тірма (Tirma).

## Населення
Чисельність населення на 31 грудня 2011 року становила 254 особи.

## Пам'ятки
- Маєток (миза) (ест. Vaimastvere mõis).
- Воєнний меморіал.
- Природний заповідник Ендла.

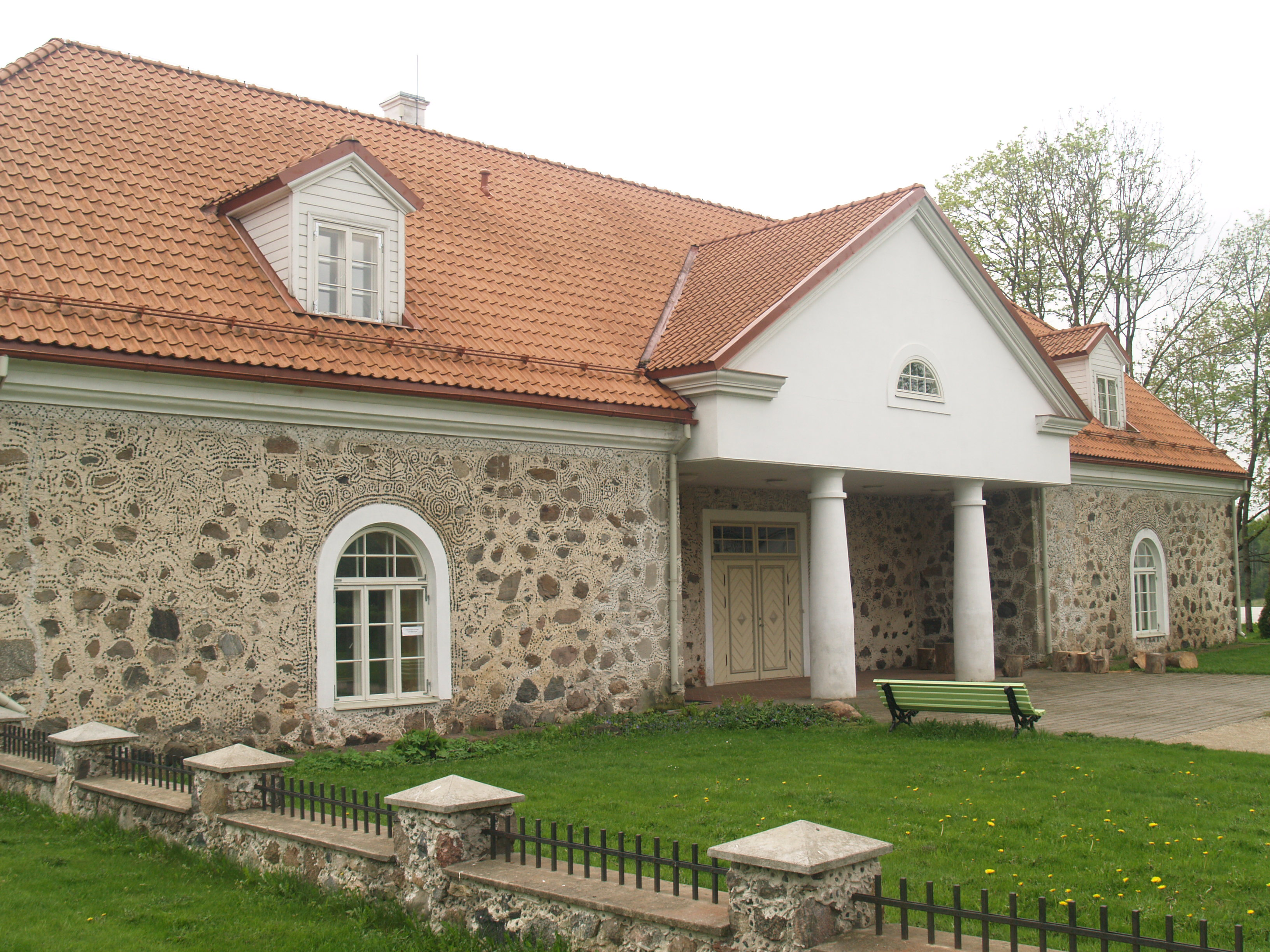
Комора маєтку
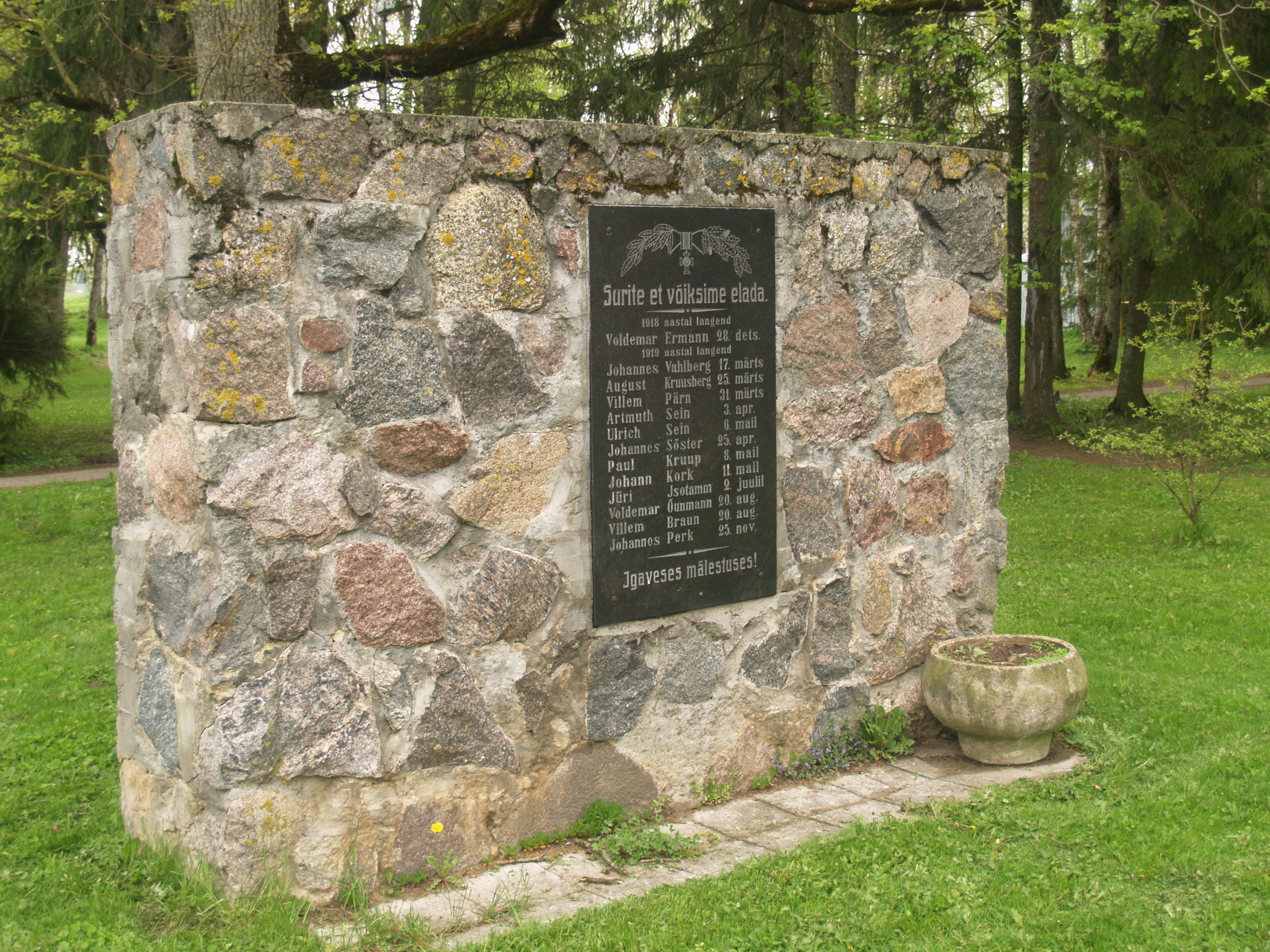
Воєнний меморіал

## Видатні особи
У Ваймаствере народився естонський драматург Гуґо Раудсепп (1883–1952).